# Alegeri prezidențiale în Columbia, 2010
Alegerile prezidențiale din Columbia au avut loc pe data de 30 mai 2010, acestea desfășurându-se în scopul alegerii președintelui pentru perioada 2010-2014. Rezulatatele au demonstrat că din punct de vedere matematic nici unul dintre cadidați nu a avut majoritatea voturilor, din acest motiv alegerile vor avea loc din nou, pe data de 20 iunie 2010. Conform constituției columbiene un cetățean columbian poate exercita dreptul de a participa la alegeri în calitate de candidat dacă a împlinit 18 ani și nu are cazier. Pentru a candida la președinția statului, aceștia trebuie să fie înscriși în cadrul registrelor electorale. Aspiranții la această funcție trebuie să obțină sprijinul unui partid politic sau să adune un număr de semnături pentru a rula mișcarea civică. Candidații la această funcție în anul 2010 au fost fostul ministru al apărării, Juan Manuel Santos, Germán Vargas Lleras care aparține partidului „Schimbarea radicală”, fostul ambasador al Columbiei în Marea Britanie, Noemi Sanin și fostul ministru al agriculturii, Andres Felipe Aria. Doi dintre candidații opoziției partidului Uribist care au participat la alegeri sunt Rafael Pardo care aparține Partidului Liberal și Petro Gustavo al partidului democrat. Álvaro Leyva Duran un adevărat adversar uribe a căutat nomilarizarea la canditatura statului, acesta făcând parte din Partidul Conservator. La data de 2 octombrie 2009 a fost creat oficial Partidul Verde. Verzii încearcă să fie o forță moderată în ceea ce ei numesc o „polarizată” situația politică, numindu-se „post-Uribisti”. Mockus a fost ales ca reprezentantul lor.
Rezultatele alegerilor prezidențiale columbiene au surprins o serie de oameni, ținând cont de faptul că pe baza sondajelor de opinie și a campaniei de internet, se aștepta ca candidatul de dreapta, Juan Manuel Santos (Partidul Uribist) și Candidatul de centru Antanas Mockus (Partidul Verde) să fie la egalitate. Santos, moștenitor autoproclamat a moștenirii lăsate de popularul președinte Alvaro Uribe Velez, a avut aproximativ 6.8 milioane de voturi (46.56%); în timp ce 3.1 milioane de voturi au mers la Mockus, fost primar al Bogotei (21.49%). Ca urmare, cei doi candidați vor participa la alegerile de șiroaie stabilit pentru 20 iunie. În ceea ce privește contracandidații lor, Germain Vargas Lleras a surprins foarte mult cetățenii columbieni, deoarece a ocupat al treilea loc, acesta concentrând aproximativ 1470000 de voturi, adică 10.13%. Gustavo Pedro a obținut 1,33 milioane de voturi, care reprezintă 9,15% din totalul voturilor, în timp ce Noemi Sanin și Rafael Pardo, candidați din partidele tradițional Conservator și respectiv Partidul Liberal, au obținut 6.14% și respectiv 4.38%, în timp ce candidații Jairo Calderon, Devia Robinson și Jaime Araújo Rentería au mai puțin de 1%. 
Astfel, alegerile prezidențiale din Columbia din 2010 au loc în două runde, pentru că nici un candidat nu a primit o majoritate (mai mult de jumătate) din voturile exprimate, pe 30 mai, candidații care au obținut cele mai multe voturi, Juan Manuel Santos și Antanas Mockus vor concura la alegeri în cadrul celui de- al doilea tur de scrutin de pe data de 20 iunie. 
Una din principalele preocupări în timpul acestui proces era posibilitatea ca președintele Alvoro Uribe ar putea aspira la un nou mandat pentru a treia oară consecutiv. Deoarece președintele Alvaro Uribe Velez a fost ales pentru un al doilea mandat, a apărut ideea de a găsi unele mecanisme constituționale, care ar permite ca Uribe să participe la al treilea mandat. Primul promotor al acestei ințiative a fost senatorul Ciro Ramirez. În luna septembrie a aceluiași an, Partidul Uribe la partea de sus a promovat un proiect pentru a apela un referendum pentru a decide alegerea președintelui Alvaro Uribe Velez pentru perioada 2010-2014. În acest scop, a fost lansată în 2008, o campanie care a colectat cinci milioane de semnături ale cetățenilor. Această preocupare s-a încheiat la 26 februarie 2010, când Curtea Constituțională a Columbiei a declarat neconstituționalitatea unor nereguli în timpul prelucrării așa numitului referendum re-electoral. Se estimează că aproximativ 3,8 milioane de locuitori tineri, cu vârsta cuprinsă între 18 și 23 de ani au votat pentru prima dată. Această nouă generație de alegători au folosit internetul ca instrument să-și exprime și să difuzeze preferințele lor. 